# Кристин Скот Томас
Кристин Скот Томас (енгл. Kristin A. Scott Thomas; Редрут, 24. мај 1960) је енглеска глумица. Постала је позната 1990-их захваљујући улогама у филмовима „Горки месец“, „Четири венчања и сахрана“ и „Енглески пацијент“ за који је номинована за Оскара у категорији најбоља главна глумица.